# قلعة سفيد سفلي (غناباد)
قلعة سفيد سفلي (بالفارسية: قلعه‌سفید سفلی) هي قرية تقع في قسم كاخك الريفي في إيران.